# Подземный мир (Доктор Кто)
Подземный мир (англ. Underworld) — пятая серия пятнадцатого сезона британского научно-фантастического телесериала «Доктор Кто», состоящая из четырёх эпизодов, которые были показаны в период с 7 января по 28 января 1978 года.

## Сюжет
В истории повелителей времени их вмешательство в жизнь планеты Миньос обернулось катастрофой. Миньянцы смотрели на них как на богов, но после изгнали их, обвинив в доминировании над ними, после чего повелители времени приняли политику невмешательства. Вскоре миньянцы развязали гражданскую войну и уничтожили свою планету. Планету успели покинуть два корабля, на одном из которых содержался генетический банк миньянцев, второй должен был найти его и привести миньянцев на их новую планету Миньос II. Миньянская цивилизация использовала несколько подарков повелителей времени: бесконечную клеточную регенерацию и использование успокаивающего оружия для влияния на разум агрессора.
На краю расширяющейся вселенной ТАРДИС материализуется на миньянском корабле R1C, где Доктор, Лила и K-9 встречают команду: Джексона, Херрика, Орфа и Талу. Корабль путешествует в поисках P7E, корабля с генетическим банком, уже много тысячелетий, и все они регенерировали множество раз. Вскоре обнаруживается сигнал P7E, и корабль отправляется в ближайшую туманность. В процессе он чуть не уничтожается и почти превращается в планетоид, когда к нему притягивается множество камней. Та же судьба постигла P7E, который превратился в небольшую планету, в которую врезается R1C.
Большинство населения планеты живут как рабы, добывающие топливо и пропитание. За ними смотрят стражники, которыми управляют два робота, называемые Провидцами. Все контролирует Оракул, мощный суперкомпьютер с извращенным понятием об обществе. P7E стал планетой много тысячелетий назад, и цель миссии была забыта. Доктор и Лила, проникнув в это общество, встречают Идаса и узнают от него местные порядки. Провидцы и Оракул защищают Цитадель в центре планетоида (очевидно P7E). Втроем они проникают внутрь и спасают Идмона, отца Идаса, которого собирались принести в жертву Оракулу. Всех рабов принимают на R1C. Но генетические банки все ещё у Оракула, и Доктор, Лила и Идос вновь возвращаются в Цитадель за ними. Тем временем Провидцы отдают Херрику бомбы, замаскированные под генетические банки, и тот, не зная об этом, относит их на корабль.
Доктор крадет настоящие генетические банки и возвращается на корабль. Отдав их Джексону, он забирает фальшивки и подкладывает их Оракулу, а Идас собирает всех рабов и отводит на R1C. Корабль стартует с рабами и банками, а планета взрывается. Доктор, Лила и К-9 отбывают на ТАРДИС, пожелав миньянцам удачного путешествия на Миньос II.

## Трансляции и отзывы
| Эпизод            | Дата показа    | Продолжительность | Телезрители (в миллионах) |
| ----------------- | -------------- | ----------------- | ------------------------- |
| «Часть 1»         | 7 января 1978  | 22:36             | 8,9                       |
| «Часть 2»         | 14 января 1978 | 21:27             | 9,1                       |
| «Часть 3»         | 21 января 1978 | 22:21             | 8,9                       |
| «Часть 4»         | 28 января 1978 | 22:53             | 11,7                      |
| [ 1 ] [ 2 ] [ 3 ] |                |                   |                           |